# Lista de deputados estaduais do Maranhão da 12.ª legislatura
Essa é uma lista de deputados estaduais do Maranhão eleitos para o período 1991-1995.

## Composição das bancadas
| Partido | Líder                 | Bancada | Posição      |
| ------- | --------------------- | ------- | ------------ |
| PFL     | Clodomir Paz          | 15 / 42 | Governo      |
| PDC     | José Ribamar Elouf    | 9 / 42  | Oposição     |
| PRN     | José Genésio          | 4 / 42  | Oposição     |
| PMDB    | Isaac Dias            | 3 / 42  | Independente |
| PT      | Domingos Dutra        | 2 / 42  | Oposição     |
| PTR     | Vagner Pessoa         | 2 / 42  | Governo      |
| PSB     | Juarez Medeiros Filho | 2 / 42  | Oposição     |
| PDT     | Benedito Coroba       | 1 / 42  | Oposição     |
| PSC     | Gastão Vieira         | 1 / 42  | Governo      |
| PDS     | José Anselmo Freitas  | 1 / 42  | Oposição     |
| PTB     | Nagib Haickel         | 1 / 42  | Governo      |
| PL      | Roberto Rocha         | 1 / 42  | Oposição     |

## Deputados estaduais
| Deputados estaduais eleitos | Partido | Votação | Cidade onde nasceu | Unidade federativa |
| Aderson Lago                | PDC     | 19.967  | São Luís           | Maranhão           |
| Humberto Coutinho           | PFL     | 16.901  | Pedreiras          | Maranhão           |
| Carlos Braide               | PFL     | 15.442  | Teresina           | Piauí              |
| Mercial Arruda              | PFL     | 14.731  | Grajaú             | Maranhão           |
| Francisco Lima              | PMDB    | 14.607  | Independência      | Ceará              |
| Jurandir Filho              | PFL     | 14.508  | Bacabal            | Maranhão           |
| Arnaldo Melo                | PRN     | 14.244  | Codó               | Maranhão           |
| Maura Jorge                 | PFL     | 14.219  | Lago da Pedra      | Maranhão           |
| Remi Trinta                 | PFL     | 12.195  | São Bento          | Maranhão           |
| Edmar Cutrim                | PFL     | 12.161  | Matinha            | Maranhão           |
| Raimundo Leal               | PDC     | 11.931  | Uruçuí             | Piauí              |
| Carlos Alberto Melo         | PFL     | 11.553  | Santa Luzia        | Maranhão           |
| Gastão Vieira               | PSC     | 11.373  | São Luís           | Maranhão           |
| Isaac Rubens Britto Dias    | PMDB    | 11.362  | São Bento          | Maranhão           |
| Benedito Pires              | PDC     | 11.343  | Rosário            | Maranhão           |
| Clodomir Paz                | PFL     | 11.067  | Pedreiras          | Maranhão           |
| Elizeu Chaves de Freitas    | PFL     | 10.639  | Barra do Corda     | Maranhão           |
| Walber Duailibe             | PFL     | 10.212  | São Luís           | Maranhão           |
| Osmani Macedo               | PFL     | 10.204  | Independência      | Ceará              |
| Juscelino Rezende           | PDC     | 10.090  | São Luís           | Maranhão           |
| Júlio Monteles              | PDC     | 9.751   | Anapurus           | Maranhão           |
| Francisco Martins           | PDC     | 9.603   | Balsas             | Maranhão           |
| Marly Abdalla               | PFL     | 9.599   | Coroatá            | Maranhão           |
| Jorge Pavão                 | PFL     | 9.588   | Santa Helena       | Maranhão           |
| Remy Soares                 | PDC     | 9.383   | Presidente Dutra   | Maranhão           |
| Manoel Ribeiro              | PFL     | 8.962   | São Luís           | Maranhão           |
| Nagib Haickel               | PTB     | 8.912   | Pindaré-Mirim      | Maranhão           |
| Oseas Rodrigues             | PMDB    | 7.987   | Balsas             | Maranhão           |
| Marcony Farias              | PRN     | 7.883   | Ouricuri           | Pernambuco         |
| José Amado                  | PRN     | 7.307   | São Luís           | Maranhão           |
| Roberto Rocha               | PL      | 7.295   | São Luís           | Maranhão           |
| Vagner Pessoa               | PTR     | 7.226   | Chapadinha         | Maranhão           |
| Zé Genésio                  | PRN     | 7.193   | Pinheiro           | Maranhão           |
| Juarez Medeiros             | PSB     | 7.137   | São Luís           | Maranhão           |
| Anselmo Freitas             | PDS     | 6.929   | Colinas            | Maranhão           |
| Kleber Branco               | PDC     | 6.921   | Pedreiras          | Maranhão           |
| José Elouf                  | PDC     | 6.869   | Mirador            | Maranhão           |
| Luiz Soares Filho           | PT      | 6.796   | Buriticupu         | Maranhão           |
| Domingos Dutra              | PT      | 6.788   | Buriti             | Maranhão           |
| Benedito de Jesus           | PDT     | 6.252   | Itapecuru-Mirim    | Maranhão           |
| José Costa                  | PSB     | 6.105   | Santa Inês         | Maranhão           |
| J. J. Pereira               | PTR     | 1.763   | Parnarama          | Maranhão           |